# الکس پالو
الکس پالو مونتالبو (تلفظ کاتالانی: [ˈaləks ˈpalɔw monˈtalbu]؛ زاده ۱ آوریل ۱۹۹۷) یک راننده مسابقه‌ای اهل اسپانیا است که برای تیم چیپ گاناسی ریسینگ در مسابقات سری ایندی‌کار رانندگی می‌کند، او در سال‌های ۲۰۲۱ و ۲۰۲۳ در این مسابقات به قهرمانی رسیده است.
او اولین راننده اسپانیایی است که قهرمانی ملی را در تاریخ مسابقات چرخ باز آمریکا به دست آورده و همچنین اولین اسپانیایی است که در مسابقات جی‌پی۳ برنده شده است.
مسابقه دادن این راننده اسپانیایی با کارتینگ محلی اسپانیا متولد شد، او کارتینگ را در سال ۲۰۰۳ آغاز کرد. بزرگترین دستاورد کارتینگ او قهرمانی در سری دبلیو اس کا یورو در سال ۲۰۱۲ بود.